# Shevirat Hakelim
La shevirat hakelim o La rotura de los receptáculos es un concepto cabalístico de la cábala luriana, que explica la rotura de las sefirot inferiores a kéter, jojmá y biná, después del tsimtsum se derramó la luz divina que fue recogida en vasos, se produjo, en Tohu, en las Sefirot de Igulim. La Luz de Keter se revela en Jojma, después pasa a Bina. La proximidad de estas sefirot hace que esta primera parte del proceso se pueda efectuar, después la luz llega a Dáat. Pero la Keli de esta sefira no puede soportar la intensidad de esta Luz:

Las 288 chispas son luces de los cuatro AV: AV de AV, AV de SaG, AV de MaH y AV de BaN, que cayeron con los Kelim rotos para sostenerlos

Entonces se rompe y reenvía la integridad de esta Luz a Hessed, que, a su vez, se rompe. Al igual que las Sefirot siguientes, hasta Yesod, la sefira maljut se resquebrajo pero no se rompió. Como consecuencia de esa ruptura se crearon las qlifot, formas oscuras, raíces del mal. 
Existe en el judaísmo una forma de reparación de este estado, el Tikún Olam.
El Jasidut establece que también el intelecto, el comportamiento ético e incluso la enseñanza y el aprendizaje de Torá pueden presentar kelim y obviamente deben ser apropiados: la vida del judío místico se centra en encontrar chispas dispersas en los comienzos de la creación, pero de esta manera se establece una importancia de los kelim para permitirles resistir la luz. La extensión de la enseñanza original de la Shevirat Hakelim a las modalidades antes mencionadas en la vida del judío, nos permite considerar que la verdad siempre permanece igual incluso "observada desde diferentes perspectivas".
Inicialmente la Cabalá interpretó los Kelipot como líneas semi-oscuras: eran precisamente los residuos de las vasijas los que no eran adecuados para contener la luz divina; con la concepción del Tzimtzum sabemos que este fue posteriormente comparado con otros ámbitos, por tanto no sólo espirituales: esto ya es comparable al límite de la Kav dentro del centro del que surgió la luz y por tanto la Creación, Kav cuyo primer extremo era contiguo a Dios; para evitar ambigüedades y malentendidos, siempre se ha cuidado de distinguir el resultado de los comienzos de la Creación en comparación con las figuras bíblicas descritas en la Torá: se sabe que muchos judíos en la Biblia hebrea son asimilados, por ejemplo por la mayor comprensión, a las Sefirot pero decir que Esaú o Labán y 'el segundo Faraón' representan 'el mal total' todavía parece muy difícil hoy. Es más bien cierto que el bien y el mal están presentes en casi todos los seres humanos y estos, unos más o menos... uno y otro, presentan los dos aspectos del bien y del mal esto también del pecado original. El Mashíaj, por ejemplo, es bien total y absoluto... y también el Rey David e incluso Moisés... con todos los judíos de origen.